# Station Wildeshausen
Station Wildeshausen (Bahnhof Wildeshausen) is een spoorwegstation in de Duitse plaats Wildeshausen, in de deelstaat Nedersaksen. Het station ligt aan de spoorlijn Delmenhorst - Hesepe. Het station telt twee perronsporen. Op het station stoppen alleen treinen van de NordWestBahn.

## Treinverbindingen
De volgende treinserie doet station Wildeshausen aan:
| Serie | Treinsoort                  | Route                                                                       | Bijzonderheden |
| ----- | --------------------------- | --------------------------------------------------------------------------- | -------------- |
| RB 58 | Regionalbahn (NordWestBahn) | Osnabrück Hbf – Bramsche – Vechta – Wildeshausen – Delmenhorst – Bremen Hbf | Der Bramscher  |